# Armenische Badmintonmeisterschaft
Armenische Meisterschaften im Badminton werden nach dem Zerfall der Sowjetunion seit der Saison 1996/1997 ausgetragen. Die Austragung von Juniorenmeisterschaften begann vier Jahre früher, Mannschaftsmeisterschaften in der Saison 1997/1998. Internationale Titelkämpfe von Armenien gibt es noch nicht.
Die Meisterschaften gingen aus der UdSSR-Meisterschaft im Badminton hervor. Nach dem Zerfall der Sowjetunion starten Aserbaidschan, Armenien, Belorussland, Estland, Georgien, Lettland, Litauen, Moldawien, Russland und die Ukraine eigene Meisterschaften innerhalb des Europäischen Badmintonverbandes EBU, während Kasachstan, Kirgisien, Tadschikistan, Turkmenistan und Usbekistan eine neue Heimat im asiatischen Badmintonverband fanden.

## Die Titelträger
| Saison    | Herreneinzel         | Dameneinzel       | Herrendoppel                          | Damendoppel                         | Mixed                                |
| --------- | -------------------- | ----------------- | ------------------------------------- | ----------------------------------- | ------------------------------------ |
| 1997      | Arsen Khachatryan    | Ruzanna Hakobyan  | Arsen Khachatryan Armen Arakelyan     | Ruzanna Hakobyan Alvard Hovsepyan   | Arsen Khachatryan Alvard Hovsepyan   |
| 1998      | Arsen Khachatryan    | Mariam Muradyan   | nicht ausgetragen                     | nicht ausgetragen                   | nicht ausgetragen                    |
| 1999 2000 | nicht ausgetragen    | nicht ausgetragen | nicht ausgetragen                     | nicht ausgetragen                   | nicht ausgetragen                    |
| 2001      | Hayk Misakyan        | Gayane Mkrtchyan  | Hayk Misakyan Levon Torosyan          | Ruzanna Hakobyan Anna Nazaryan      | Hayk Misakyan Gayane Mkrtchyan       |
| 2002      | Hayk Misakyan        | Anna Nazaryan     | Hayk Misakyan Ruben Poghosyan         | Ruzanna Hakobyan Anna Nazaryan      | Hayk Misakyan Anna Nazaryan          |
| 2003      | Hayk Misakyan        | Anna Nazaryan     | Hayk Misakyan Ruben Poghosyan         | Ruzanna Hakobyan Anna Nazaryan      | Hayk Misakyan Anna Nazaryan          |
| 2004      | Levon Torosyan       | Anna Nazaryan     | Hayk Misakyan Levon Torosyan          | Ruzanna Hakobyan Anna Nazaryan      | Hayk Misakyan Gayane Mkrtchyan       |
| 2005      | Levon Torosyan       | Gayane Mkrtchyan  | Levon Torosyan Ruben Poghosyan        | Gayane Mkrtchyan Laura Samvelyan    | Harutyun Poghosyan Gayane Mkrtchyan  |
| 2006      | Hayk Misakyan        | Laura Samvelyan   | Hayk Misakyan Spartak Rsyan           | Laura Samvelyan Ester Mirzakhanyan  | Hayk Misakyan Laura Samvelyan        |
| 2007      | Hayk Misakyan        | Anna Nazaryan     | Hayk Misakyan Spartak Rsyan           | Laura Samvelyan Anna Nazaryan       | Hayk Misakyan Anna Nazaryan          |
| 2008      | Hrachya Mnatsakanyan | Laura Samvelyan   | Hrachya Mnatsakanyan Gurgen Poghosyan | Laura Samvelyan Lilit Poghosyan     | Hrachya Mnatsakanyan Laura Samvelyan |
| 2009      | Gurgen Poghosyan     | Lilit Poghosyan   | Hrachya Mnatsakanyan Gurgen Poghosyan | Meline Kocharyan Lilit Poghosyan    | Hrachya Mnatsakanyan Venera Bdoyan   |
| 2010      | Gurgen Poghosyan     | Lilit Poghosyan   | Hrachya Mnatsakanyan Sargis Isahakyan | Venera Bdoyan Sona Ghukasyan        | Gurgen Poghosyan Lilit Poghosyan     |
| 2011      | Gurgen Poghosyan     | Lilit Poghosyan   | Gurgen Poghosyan Gor Hakobyan         | Lilit Poghosyan Lilit Minasyan      | Gurgen Poghosyan Lilit Poghosyan     |
| 2013      | Gor Hakobyan         | Lilit Minasyan    | Edgar Nazaretyan Gor Hakobyan         | Lilit Poghosyan Lilit Minasyan      | Gor Hakobyan Lilit Minasyan          |
| 2014      | Edgar Nazaretyan     | Lilit Poghosyan   | Edgar Nazaretyan Arman Vardanyan      | Lilit Poghosyan Marieta Nikoyan     | Edgar Nazaretyan Lilit Poghosyan     |
| 2015      | Zaven Mnatsakanyan   | Lilit Poghosyan   | Zaven Mnatsakanyan Arman Vardanyan    | Lilit Poghosyan Marieta Nikoyan     | Zaven Mnatsakanyn Lilit Poghosyan    |
| 2016      | Arman Vardanyan      | Lilit Poghosyan   | Gor Grigoryan Arman Vardanyan         | Lilit Poghosyan Marieta Nikoyan     | Arman Vardanyan Lilit Poghosyan      |
| 2017      | Zaven Mnatsakanyan   | Marieta Nikoyan   | Zaven Mnatsakanyan Gor Grigoryan      | Svetlana Boyajyan Marieta Nikoyan   | Zaven Mnatsakanyn Marieta Nikoyan    |
| 2018      | Zaven Mnatsakanyan   | Marieta Nikoyan   | Zaven Mnatsakanyan Arman Vardanyan    | Mane Stepanyan Marieta Nikoyan      | Zaven Mnatsakanyn Marieta Nikoyan    |
| 2019      | Zaven Mnatsakanyan   | Marieta Nikoyan   | Erik Krbashyan Zaven Mnatsakanyan     | Svetlana Boyajyan Gayane Mamajanyan | Arman Vardanyan Gayane Mamajanyan    |
| 2020      | nicht ausgetragen    | nicht ausgetragen | nicht ausgetragen                     | nicht ausgetragen                   | nicht ausgetragen                    |
| 2021      | Zaven Mnatsakanyan   | Gayane Mamajanyan | Arsen Khachatryan Hayk Misakyan       | Elen Tiraturyan Gayane Mamajanyan   | Zaven Mnatsakanyan Marieta Nikoyan   |
| 2022      | Zaven Mnatsakanyan   | Svetlana Boyajyan | Arman Vardanyan Zaven Mnatsakanyan    | Elen Tiraturyan Lilit Poghosyan     | Zaven Mnatsakanyan Lilit Poghosyan   |